# Ocybadistes
Genre
Ocybadistes est un genre de lépidoptères (papillons) de la famille des Hesperiidae originaires d'Australie et de Nouvelle-Guinée pour certains.

## Systématique
Le genre Ocybadistes a été créé en 1894 par l'entomologiste anglais Francis Arthur Heron (d) (1864-1940) dans un article publié par James John Walker (d) (1851-1939). 

## Liste d'espèces
Selon BioLib (17 novembre 2021) :
- Ocybadistes ardea Bethune-Baker, 1906
- Ocybadistes flavovittatus (Latreille, 1824)
- Ocybadistes hypomeloma Lower, 1911
- Ocybadistes knightorum Lambkin & Donaldson, 1994
- Ocybadistes papua Evans, 1934
- Ocybadistes walkeri Heron, 1894
- Ocybadistes zelda Parsons, 1986

## Publication originale
- (en) James Walker, « XIII.—A visit to Damma island, East Indian Archipelago.—With notes on the fauna, by R. B. Sharpe, G. A. Boulenger, E. A. Smith, R. I. Pocock, C. O. Waterhouse, C. G. Gahan, W. F. Kirby, and F. A. Heron », Annals and Magazine of Natural History, Londres, Taylor & Francis, vol. 14, no 79,‎ juillet 1894, p. 49–71 (ISSN 0374-5481, OCLC 1481361, DOI 10.1080/00222939408677767, lire en ligne).